# Aliza Olmert

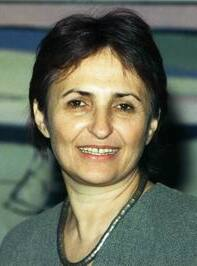
Aliza Olmert (1994)

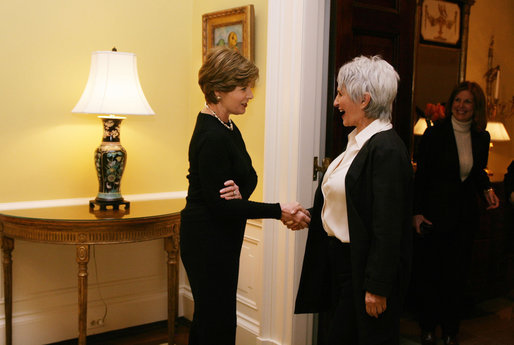
Aliza Olmert (rechts) begrüßt Laura Bush (2006)

Aliza Olmert (hebräisch עליזה אולמרט; * 1946 in Eschwege, Hessen als Aliza Richter) ist eine israelische Bildhauerin und Schriftstellerin.
Aliza Olmert wurde in einem DP-Lager in Eschwege in Nordhessen als Aliza Richter geboren. Ihre Eltern waren Überlebende des Holocaust.
Aliza Olmert hat Dramen und Drehbücher verfasst und gehört zu den renommiertesten bildenden Künstlern Israels. Sie ist mit Ehud Olmert, dem ehemaligen israelischen Ministerpräsidenten, verheiratet und Mutter von vier Kindern.
Sie ist Vorsitzende etlicher Kinderhilfsorganisationen, setzt sich für die Belange von Jugendlichen ein, macht sich stark für Menschenrechtsorganisationen.
Im Herbst 2007 erschien Olmerts autobiographisch geprägter Debütroman „Ein Stück vom Meer“ im Aufbau-Verlag Berlin.